# Ульянкино (Угличский район)
Улья́нкино — деревня в Угличском районе Ярославской области.

## Расположение
Расположена в 120 км от Ярославля и в 30 км от Углича близ реки Корожечна на её притоке Святица.
В деревне 3 улицы: Старое Ульянкино, Молодёжная и Болотная.

## Население
Население на 1 января 2007 года — 97 человек.

### Деятельность населения
Основная деятельность населения — натуральное хозяйство: растениеводство (зерновые культуры, зернобобовые культуры, кормовые культуры), животноводство (скотоводство, овцеводство, козоводство, пчеловодство, птицеводство, свиноводство).